# El abuelo
El abuelo è un film del 1998 diretto José Luis Garci. Fu candidato all'Oscar al miglior film in lingua straniera. È inedito in Italia.

## Riconoscimenti
- Premi Goya 1999
  - Miglior attore protagonista (Fernando Fernán Gómez)